# Rota 8 (Paraguai)
A Rota Número 8, conhecida como Rota 8 e cuja denominação oficial é Rota Nacional N° 8 "Dr. Blas Garay", é uma rota nacional do Paraguai que une as cidades de San Estanislao, (San Pedro) com Coronel Bogado, (Itapúa). Sua extensão total é de 320 quilômetros.

## Cabines de pedágio
km 8: Tacuara

## Municípios atravessados pela rodovia

### NoDepartamento de San Pedro
- km 0 - San Estanislao
- km 20 - Yataity del Norte

### NoDepartamento de Caaguazú
- km 35 - Santa Rosa del Mbutuy
- km 44 - Simón Bolívar
- km 62  - Carayaó
- km 91  - Coronel Oviedo

### NoDepartamento de Guairá
- km 119 - Yataity del Guairá
- km 126 - Mbocayaty
- km 133  - Villarrica
- km 158  - Ñumí

### NoDepartamento de Caazapá
- km 187 - Caazapá
- km 248 - Yuty

### NoDepartamento de Itapúa
- km 263 - José Leandro Oviedo
- km 278 - San Pedro del Paraná
- km 298  - General Artigas
- km 320  - Coronel Bogado